# Bunodophoron flaccidum
Bunodophoron flaccidum är en lavart som först beskrevs av Kantvilas & Wedin, och fick sitt nu gällande namn av Wedin. Bunodophoron flaccidum ingår i släktet Bunodophoron och familjen Sphaerophoraceae.   Inga underarter finns listade i Catalogue of Life.